# Philip Edward Wilson
Philip Edward Wilson (Cessnock, 2 ottobre 1950 – Adelaide, 17 gennaio 2021) è stato un arcivescovo cattolico australiano.
Il 3 luglio 2018 venne condannato a 12 mesi di carcere per aver coperto degli abusi sessuali su minori perpetrati da un sacerdote suo collega negli anni settanta; si trattava del membro della Chiesa cattolica più autorevole ad essere mai stato condannato per questo reato. Il 6 dicembre 2018 la condanna fu annullata in appello.

## Biografia
Monsignor Philip Edward Wilson nacque a Cessnock, Nuovo Galles del Sud, il 2 ottobre 1950 da John e Joan Wilson. Era il maggiore di cinque figli.

### Formazione e ministero sacerdotale
Compì gli studi primari e secondari alla St. Patrick's Primary School di Cessnock e al St Joseph's College di Hunters Hill. Nell'adolescenza si sentì chiamato al sacerdozio, e al termine del liceo, all'età di 18 anni, entrò nel seminario "San Patrizio" di Manly. Nel 1974 conseguì un Bachelor of Theology presso l'Istituto Cattolico di Sydney.
Il 23 agosto 1975 fu ordinato presbitero per la diocesi di Maitland da monsignor Edward Bede Clancy. Il suo primo incarico fu di vicario coadiutore nella parrocchia di East Maitland dal 1977 al 1978. Nello stesso periodo frequentò un corso di studi di educazione religiosa a New York. In seguito fu amministratore parrocchiale della parrocchia di Wallsend nel 1978, direttore del Dipartimento di educazione religiosa dal 1978 al 1980, segretario del vescovo e suo cerimoniere dal 1980 al 1983, direttore diocesano delle vocazioni dal 1982 al 1983, parroco della parrocchia della cattedrale del Sacro Cuore di Gesù a Maitland dal 1983 al 1987, vicario generale e membro del collegio dei consultori dal 1987 al 1990. Fu anche membro di varie commissioni diocesane. Dal 1990 al 1995 compì gli studi per la licenza in diritto canonico all'Università Cattolica d'America di Washington. Papa Giovanni Paolo II lo nominò prelato d'onore di Sua Santità.

### Ministero episcopale
Il 12 aprile 1996 papa Giovanni Paolo II lo nominò vescovo di Wollongong. Ricevette l'ordinazione episcopale il 10 luglio successivo presso il BHP Sports Stadium di Unanderra dal cardinale Edward Bede Clancy, arcivescovo metropolita di Sydney, co-consacranti il vescovo emerito di Wollongong William Edward Murray e quello di Maitland-Newcastle Leo Morris Clarke. Con 45 anni di età era il più giovane vescovo del paese.
Durante il suo episcopato a Wollongong, monsignor Wilson fu incaricato di gestire una presunta cultura di risposte inadeguate agli abusi sui minori da parte del clero della diocesi. Il predecessore di Wilson, il vescovo William Edward Murray, era stato criticato durante le udienze pubbliche della commissione reale Wood per non aver agito dopo le accuse di cattiva condotta sessuale all'interno della diocesi e per aver ammesso pubblicamente di non sapere come affrontarle. Dopo la consegna dei risultati della commissione Wood, monsignor Wilson rilasciò scuse formali alle vittime degli abusi commessi dal clero all'interno della diocesi.
Il 30 novembre 2000 papa Giovanni Paolo II lo nominò arcivescovo coadiutore di Adelaide, in previsione del ritiro di monsignor Leonard Anthony Faulkner. Avendo 50 anni, questa nomina lo rese il più giovane arcivescovo cattolico dell'Australia. L'annuncio della promozione vide gli elogi da parte di diversi personaggi pubblici di Wollongong. Il sindaco della città disse: "Ha svolto un ruolo di primo piano nel ripristinare la credibilità della Chiesa cattolica qui". L'arcivescovo Faulkner lo descrisse come "un uomo molto pastorale e un uomo del popolo e molto dotato accademicamente".
La messa di benvenuto, tenutasi nel febbraio del 2001 nella cattedrale di San Francesco Saverio ad Adelaide, fu la prima messa trasmessa su Internet nel paese e registrò 40 000 visualizzazioni. Monsignor Wilson trascorse la maggior parte del 2001 a studiare l'arcidiocesi e a inserirsi nell'ambiente. Il 3 dicembre 2001 succedette alla medesima sede. Alla messa di inizio episcopato parteciparono circa 35 vescovi, più di 200 sacerdoti e il governatore dell'Australia Meridionale, Marjorie Jackson-Nelson. Il 9 dicembre 2001 presiedette la prima messa nella cattedrale di San Francesco Saverio.
Nel 2002 divenne il primo arcivescovo australiano ad essere invitato a partecipare a una sessione di lavoro della Conferenza dei vescovi cattolici degli Stati Uniti. La sessione si svolse sulla scia di un incontro di emergenza tra i vescovi americani e papa Giovanni Paolo II in merito alla crisi degli abusi sessuale all'interno della Chiesa. Fu scelto monsignor Wilson vista la sua esperienza nel trattare i crimini commessi da chierici mentre era vescovo di Wollongong.
Nell'ottobre del 2011 compì la visita ad limina.
Fu presidente della Conferenza dei vescovi cattolici australiani dal 5 maggio 2006 al 4 maggio 2012 e vicepresidente della stessa dal 4 maggio 2012 al 4 maggio 2016.

#### Procedimenti giudiziari
Nel maggio del 2010 monsignor Wilson venne sottoposto ad un esame accurato per la sua gestione delle accuse di abusi sessuali da parte di chierici in due casi nella diocesi di Maitland-Newcastle. Il primo caso risaliva al 1985, quando padre Dennis McAlinden, un prete di quella diocesi, fu accusato di aver aggredito sessualmente due ragazze. Monsignor Wilson, allora vicario generale della diocesi, venne mandato a parlare con i genitori della scuola dove si presumeva che l'abuso avesse avuto luogo. Il preside disse ai media che Wilson aveva risposto rimuovendo McAlindon dal suo incarico e fornendogli assistenza psicologica. L'Australian Broadcasting Corporation (ABC) riferì che "McAlinden fu trasferito in una remota parrocchia nella regione di Pilbara, nell'Australia Occidentale, e nel corso del successivo decennio aggredì sessualmente altre cinque ragazze di età inferiore ai dieci anni". Nel 1995 il vescovo Leo Morris Clarke chiese a Wilson di raccogliere le dichiarazioni delle presunte vittime di padre McAlinden. Wilson lo fece e le consegnò al vescovo. L'ABC riferì che le dichiarazioni non furono mai girate alla polizia e che il vescovo Clarke scacciò padre McAlinden con la promessa "che il suo buon nome sarebbe stato protetto". In una dichiarazione alla ABC del 2010, monsignor Wilson disse che nel 1985 aveva detto al vescovo Clarke che McAlinden doveva essere affrontato e che, per quanto ne sapeva, questo era accaduto. Negò un suo coinvolgimento nel trasferimento di McAlinden in Australia Occidentale o nella sua rimozione.
Le seconde accuse vennero fatte a metà maggio del 2010 da una vittima del pedofilo condannato James Fletcher, un prete nella diocesi di Maitland-Newcastle. Secondo l'ABC: "La vittima disse che l'arcivescovo Philip Wilson era un prete che viveva nella casa del vescovo a Maitland quando anche Fletcher viveva lì, alla fine degli anni '70, e che Philip Wilson avrebbe dovuto essere consapevole che era stato abusato sessualmente avendo una camera da letto al piano superiore di quella di Fletcher". Monsignor Wilson negò di avere alcuna conoscenza dell'abuso e disse che in quel momento non viveva in quella residenza ma in un appartamento dietro.
Nel marzo del 2015 la polizia del Nuovo Galles del Sud emise un avviso di futura comparizione in tribunale. Era accusato di "aver nascosto un grave reato relativo agli abusi sessuali su minori nella regione di Hunter nel 1976". Monsignor Wilson immediatamente prese un congedo a tempo indeterminato e rilasciò una dichiarazione in cui dichiarava di "difendere vigorosamente la mia innocenza attraverso il sistema giudiziario". Tornò al lavoro all'inizio del 2016. I suoi avvocati fecero diverse richieste per far annullare il procedimento giudiziario. Nel novembre del 2015 a monsignor Wilson fu diagnosticata la malattia di Alzheimer. I difensori dissero che non avrebbe dovuto essere processato per motivi medici. Questa richiesta venne rigettata da un magistrato nel febbraio del 2016. Il 14 ottobre dello stesso anno la giudice della Corte Suprema del Nuovo Galles del Sud Monika Schmidt respinse un appello, aprendo così la strada per il processo. Una delle presunte vittime di abusi richiese che l'ordine di non pubblicazione del suo nome fosse revocato e riferì di aver detto a Wilson dell'abuso nel 1981 quando aveva 15 anni, cinque anni dopo che si era verificato.
Il 22 maggio 2018 la Corte locale di Newcastle lo dichiarò colpevole per non aver denunciato gli abusi sessuali su minori perpetrati padre Fletcher nel 1976. Venne rilasciato su cauzione in attesa che la sentenza passasse in giudicato. L'accusa richiese una pena detentiva per motivi di "deterrenza" e "denuncia". La pena massima possibile era di due anni di reclusione, che avrebbe potuto essere sospesa. Dopo la condanna, in molti chiesero le sue dimissioni da arcivescovo. Il giorno dopo annunciò che stava lasciando le sue funzioni, dopo aver predisposto le disposizioni amministrative per gestire gli affari dell'arcidiocesi. Il 3 giugno papa Francesco nominò amministratore apostolico sede plena dell'arcidiocesi il vescovo di Port Pirie Gregory O'Kelly. Il 19 giugno 2018 il magistrato ascoltò le argomentazioni sulla condanna e riservò la decisione fino al 3 luglio 2018. L'accusa cercò di ottenere una condanna detentiva e presentò documenti che affermavano che il 16 % dei colpevoli di aver occultato un grave reato avevano ricevuto una pena detentiva. Gli avvocati di Wilson sostennero che il loro cliente avrebbe potuto essere vittima di violenze in carcere e invocò una sospensione della pena per buona condotta. Il 3 luglio 2018 monsignor Wilson venne condannato a 12 mesi di detenzione, con diritto alla condizionale dopo 6 mesi. L'udienza venne aggiornata al 14 agosto e nel frattempo sarebbe stato valutato un ordine di detenzione domiciliare, in base al quale avrebbe scontato la pena nell'abitazione di un familiare nel Nuovo Galles del Sud. Dopo la sua condanna, Wilson fece appello e disse che non si sarebbe dimesso dal suo ufficio fino a quando tutte le vie legali a lui aperte non fossero state esaurite. Il 19 luglio, il Primo ministro australiano Malcolm Turnbull disse che voleva che "l'autorità suprema nella Chiesa agisse e lo licenziasse".
Ci furono molte richieste per le sue dimissioni, ma l'arcivescovo Wilson riaffermò che non si sarebbe fatto da parte fino a quando tutte le sue opzioni legali non fossero state esaurite. Nonostante questo il 20 luglio presentò le dimissioni. Il 30 dello stesso mese papa Francesco accettò la sua rinuncia al governo pastorale dell'arcidiocesi. Il suo appello contro la condanna in primo grado era ancora in corso di valutazione. Monsignor Wilson era in quel momento il chierico cattolico più alto rango ad essere stato condannato per non aver denunciato alla polizia un caso abuso perpetrato da un altro prete. I precedenti casi riguardavano i vescovi Pierre Auguste Gratien Pican in Francia e Robert William Finn negli Stati Uniti d'America.
Il 14 agosto 2018 il magistrato Robert Stone decise che l'arcivescovo Wilson non costituiva una minaccia e gli ordinò di scontare la pena agli arresti domiciliari. Il presule non richiese la libertà su cauzione in seguito alla sentenza e Wilson immediatamente iniziò a scontare la pena presso la casa di sua sorella. Avrebbe avuto diritto alla libertà condizionale dal 13 febbraio 2019.
Il 6 dicembre 2018 monsignor Wilson fu assolto da tutte le accuse di cui era stato precedentemente riconosciuto colpevole. Roy Ellis, giudice del tribunale distrettuale di Newcastle, nel consegnare la sua decisione, disse che il sospetto non era sostenuto da prove e che Wilson era stato un "testimone onesto e coerente e che vi sono dubbi ragionevoli sul fatto che fosse a conoscenza degli abusi di Fletcher e che non tentò di oscurare il nome del suo accusatore in sua difesa". Il giudice Ellis stabilì che, per una condanna, l'accusa doveva dimostrare oltre ogni ragionevole dubbio che la conversazione del 1976 avesse effettivamente avuto luogo. La Corte distrettuale diede più peso a una dichiarazione scritta da un altro sacerdote, Glen Walsh, che affermò che nel 2004 aveva chiesto consiglio a Wilson su come rispondere all'essere stato indirizzato dal suo vescovo di nascondere un'altra accusa contro padre Fletcher emersa in quel momento. Il giudice Ellis trovò inconcepibile che Wilson avesse consigliato a padre Walsh di andare dalle autorità, se anche lui aveva avuto informazioni su un'altra vittima dello stesso sacerdote. L'assoluzione giunse dopo che monsignor Wilson aveva già scontato quattro mesi di arresti domiciliari. Il pubblico ministero riferì che avrebbe preso in considerazione l'ipotesi di appellarsi alla Corte Suprema del Nuovo Galles del Sud. L'arcidiocesi di Adelaide, in un comunicato, affermò di aver accolto con soddisfazione la conclusione di "un procedimento che è stato lungo e doloroso per tutti gli interessati". Affermò inoltre: "Ora abbiamo bisogno di considerare le ramificazioni di questo sviluppo. I sopravvissuti agli abusi sessuali su minori e le loro famiglie sono nei nostri pensieri e nelle nostre preghiere". Il 20 dicembre il procuratore annunciò che non c'erano prospettive ragionevoli di successo di ricorso in caso di errori di diritto e che quindi non avrebbe presentato appello.
Morì in un ospedale di Adelaide il 17 gennaio 2021 all'età di 70 anni. Negli ultimi anni aveva avuto diversi problemi di salute, soffriva di cancro ed era ospitato nella Carmelite Nursing Home ma la sua morte fu descritta come "improvvisa". Le esequie si tennero il 3 febbraio alle ore 11 nella cattedrale di San Francesco Saverio ad Adelaide e furono presiedute da monsignor Patrick Michael O'Regan, suo successore. Concelebrarono il nunzio apostolico Adolfo Tito Yllana, l'arcivescovo di Brisbane Mark Benedict Coleridge, l'arcivescovo di Melbourne Peter Andrew Comensoli, il vescovo di Darwin Charles Victor Emmanuel Gauci, il vescovo di Port Pirie Karol Kulczycki, il vescovo emerito di Port Pirie Gregory O'Kelly, il vescovo emerito di Darwin Daniel Eugene Hurley, il vescovo di Ballarat Paul Bird, il vescovo di Maitland-Newcastle William Joseph Wright, l'ordinario militare per l'Australia Maxwell Leroy Davis, il già vescovo ausiliare di Canberra e Goulburn Patrick Percival Power e numerosi presbiteri. L'omelia venne pronunciata da monsignor Gregory O'Kelly, vescovo emerito di Port Pirie. È sepolto nel West Terrace Cemetery della stessa città.

## Opinioni
Nel 2017, in occasione del sondaggio postale sulla legalizzazione del matrimonio tra persone dello stesso sesso, disse di aver votato "No", definendo il matrimonio come "solo tra un uomo e una donna" e per "il suo ruolo fondamentale nell'allevare i bambini come parte del piano divino di Dio per la famiglia umana".

## Genealogia episcopale e successione apostolica
La genealogia episcopale è:
- Cardinale Scipione Rebiba
- Cardinale Giulio Antonio Santori
- Cardinale Girolamo Bernerio, O.P.
- Arcivescovo Galeazzo Sanvitale
- Cardinale Ludovico Ludovisi
- Cardinale Luigi Caetani
- Cardinale Ulderico Carpegna
- Cardinale Paluzzo Paluzzi Altieri degli Albertoni
- Papa Benedetto XIII
- Papa Benedetto XIV
- Papa Clemente XIII
- Cardinale Marcantonio Colonna
- Cardinale Giacinto Sigismondo Gerdil, B.
- Cardinale Giulio Maria della Somaglia
- Cardinale Carlo Odescalchi, S.I.
- Cardinale Costantino Patrizi Naro
- Cardinale Serafino Vannutelli
- Cardinale Domenico Serafini, Cong.Subl. O.S.B.
- Cardinale Pietro Fumasoni Biondi
- Arcivescovo Filippo Bernardini
- Cardinale Norman Gilroy
- Cardinale James Darcy Freeman
- Cardinale Edward Bede Clancy
- Arcivescovo Philip Edward Wilson

La successione apostolica è:
- Vescovo Gregory O'Kelly, S.I. (2006)